# Campeonato Mundial de Atletismo em Pista Coberta de 2018 - Salto em distância feminino
A prova do salto em distância feminino do Campeonato Mundial de Atletismo em Pista Coberta de 2018 ocorreu no dia 4 de março na Arena Birmingham, em Birmingham, no Reino Unido. 

## Recordes
Antes desta competição, os recordes mundiais e do campeonato nesta prova eram os seguintes:
|                       | Nome            | Nacionalidade     | Distância | Local    | Data                    |
| --------------------- | --------------- | ----------------- | --------- | -------- | ----------------------- |
| Recorde mundial       | Heike Drechsler | Alemanha Oriental | 7m 37cm   | Viena    | 13 de fevereiro de 1988 |
| Recorde do campeonato | Brittney Reese  | Estados Unidos    | 7m 23cm   | Istambul | 11 de março de 2012     |

## Medalhistas
| Ouro                 | Prata                | Bronze                   |
| Ivana Španović (SRB) | Brittney Reese (USA) | Sosthene Moguenara (GER) |

## Cronograma
Todos os horários são locais (UTC+0).
| Data       | Hora  | Evento |
| ---------- | ----- | ------ |
| 4 de março | 15:27 | Final  |

## Resultado final
A final ocorreu dia 4 de Março às 15:27.  
| Posição           | Atleta             | Nacionalidade  | #1   | #2   | #3   | #4   | #5   | #6   | Resultados | Notas                |
| ----------------- | ------------------ | -------------- | ---- | ---- | ---- | ---- | ---- | ---- | ---------- | -------------------- |
| Medalha de ouro   | Ivana Španović     | Sérvia         | 6.89 | 6.74 | x    | 6.96 | –    | –    | 6.96       | Melhor marca do ano  |
| Medalha de prata  | Brittney Reese     | Estados Unidos | 6.76 | 6.61 | 6.77 | 6.89 | 6.72 | 6.44 | 6.89       | Recorde da temporada |
| Medalha de bronze | Sosthene Moguenara | Alemanha       | 6.59 | 6.85 | x    | 6.31 | 6.23 | 6.30 | 6.85       | Recorde da temporada |
| 4                 | Quanesha Burks     | Estados Unidos | 6.81 | 6.51 | 6.71 | 6.78 | x    | 6.70 | 6.81       | Recorde pessoal      |
| 5                 | Malaika Mihambo    | Alemanha       | 6.43 | 6.40 | 6.55 | x    | 6.64 |      | 6.64       |                      |
| 6                 | Khaddi Sagnia      | Suécia         | 6.64 | x    | 6.40 | 6.45 | 4.23 |      | 6.64       |                      |
| 7                 | Christabel Nettey  | Canadá         | 6.49 | 6.63 | 6.49 | 6.45 | 6.44 |      | 6.63       | Recorde da temporada |
| 8                 | Ksenija Balta      | Estónia        | 6.46 | 6.48 | 6.26 | 6.50 | 6.57 |      | 6.57       |                      |
| 9                 | Alina Rotaru       | Roménia        | x    | 6.37 | 6.41 |      |      |      | 6.41       |                      |
| 10                | Maryna Bekh        | Ucrânia        | x    | 6.37 | 6.35 |      |      |      | 6.37       |                      |
| 11                | Lauma Grīva        | Letônia        | 6.18 | 6.34 | 6.28 |      |      |      | 6.34       |                      |
| 12                | Éloyse Lesueur     | França         | 6.26 | 6.34 | 6.20 |      |      |      | 6.34       |                      |
| 13                | Jessamyn Sauceda   | México         | 5.95 | 5.93 | 5.99 |      |      |      | 5.99       | Recorde da temporada |

Legenda
| Recorde mundial       | Recorde mundial (World record)               |                       | Recorde africano                      | Recorde africano (African) |                                           | Q | Classificado por posição (Qualified) |
| Recorde do campeonato | Recorde do campeonato (Championship record)  | Recorde da América    | Recorde da América (Americas)         | q                          | Classificado por melhor tempo (Qualified) |   |                                      |
| Melhor marca do ano   | Melhor marca do ano (World leading)          | Recorde asiático      | Recorde asiático (Asian)              | DNS                        | Não largou (Did not start)                |   |                                      |
| Recorde nacional      | Recorde nacional (National record)           | Recorde europeu       | Recorde europeu (European)            | DNF                        | Não terminou (Did not finish)             |   |                                      |
| Recorde pessoal       | Recorde pessoal do atleta (Personal best)    | Recorde da Oceania    | Recorde da Oceania (Oceania)          | DSQ / DQ                   | Desclassificado (Disqualified)            |   |                                      |
| Recorde da temporada  | Recorde da temporada do atleta (Season best) | Recorde sul-americano | Recorde sul-americano (South America) | NM                         | Sem marca (No mark)                       |   |                                      |